# 대한민국의 정당 역사

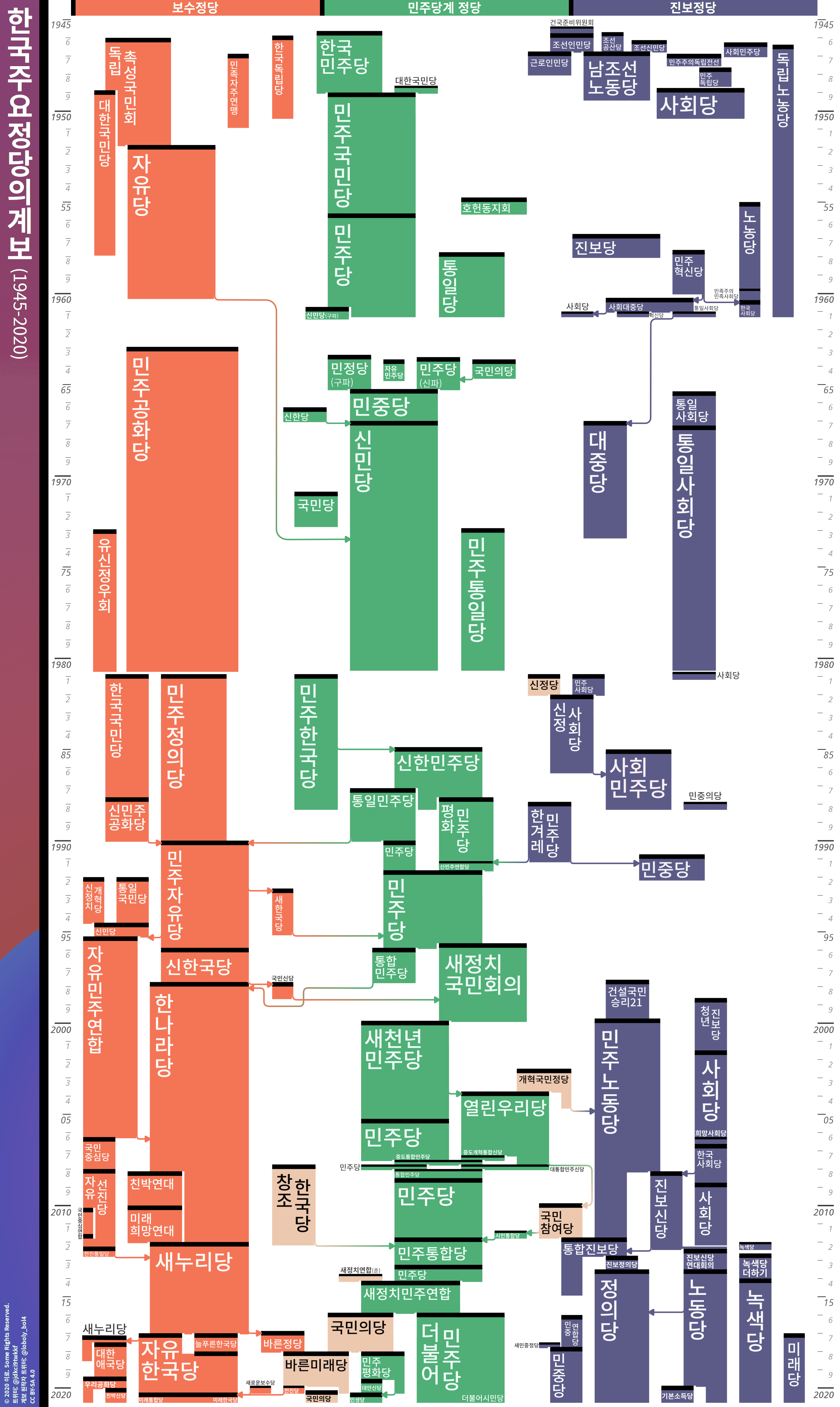
한국 주요정당의 계보

이 문서에서는 대한민국의 역대 주요 정당들을 주로 다루고 있다. 자세한 내용은 대한민국의 보수정당, 민주당계 정당, 진보정당 등에서 확인할 수 있다.

## 반공주의와 사민주의의 경쟁 시대

### 8.15 광복

#### 조선공산당 (1945)
1945년 8월 16일 장안파와 8월 20일 결성한 박헌영의 재건파 등이 연합하여 창당하였다.
- 위원장 : 박헌영(1945)

#### 고려민주당 (1945)
1945년 8월 18일에 원세훈 등이 창당한 정당.
김병로와 백관수도 정당 결성 준비를 하자, 원세훈은 고려민주당을 해체하고 이들과 합작하여 조선민족당을 결성하였다.

#### 조선민족당 (1945)
1945년 8월 28일 조헌영, 조병옥 등의 고려민주당계와 김병로계, 신간회 경성지회계, 이인계 등이 참여한 정당.

#### 한국국민당 (1945)
1945년 9월 2일 백남훈, 장덕수, 윤보선 등이 조직한 정당이다.

#### 한국민주당 (1945)
약칭은 한민당. 1945년 9월 16일에 조선민족당, 한국국민당 등이 만든 정당으로 송진우, 김성수, 장덕수, 조병옥, 윤보선 등이 참여하였다.
- 미군정의 실질적 여당으로 초기에는 한국독립당과 대한민국임시정부에 우호적이었으나, 임정 계열에서 송진우와 장덕수를 연이어 암살하면서 관계가 악화되었다.
- 1947년 6월 이승만의 단정수립에 적극 찬성하였으나, 1948년 8월 15일 내각에서 배제당하자 야당화되었다.
- 1948년 5월 10일 제헌국회 총선에서 29석의 지역구 의석(총200석 중)을 차지하였다.
- 대표 : 송진우->장덕수->김성수

#### 한국독립당 (1945)
1920년에 창당된 임시정부의 정당. 임시정부의 여당이던 한국독립당이 귀국후 1945년 대한민국의 보수정당으로는 최초로 등록하였다. 김구의 암살후 몰락하였으며 일부는 신민당으로 이시영, 이범석 등 일부는 자유당 등으로, 신익희와 지청천 등은 대한국민당으로 흡수되어 해체되었다.
- 위원장: 김구(1945~1949), 조완구(1949~1950), 김홍일(1962), 김학규(1969)[출처 필요]

#### 조선민주당 (1945)
1945년 조만식 등에 의해 설립된 정당. 1950년 조만식 사후 조직이 붕괴되고 일부는 월남한다. 6.25 동란 중 흐지부지되어 1954년 해체되었다. 한근조 등 일부는 호헌동지회에 참여했고 이윤영 등은 자유당으로 건너갔다.

#### 여자국민당 (1945)
1945년 임영신 등에 의해 창당. 1949년 윤치영·임영신 등에 의해 창당된 친이승만계 정당인 대한국민당에 흡수되었다. 1956년 5월 별도로 제3대 정부통령 선거에 임영신을 출마시키기도 했다. 1960년 대한국민당과 함께 자유당에 흡수되었다.
- 총재 : 임영신(1945)->대한국민당에 흡수->임영신(1956)

### 해방 직후

#### 대한독립촉성국민회 (1946)
1946년 2월에 창당한 이승만이 이끄는 우익 계열 정당이다. 초대 총선에서 원내 1당을 차지하고, 제1대 대통령 선거에서 이승만을 후보로 선출하여 당선시켰다. 1951년 이승만을 중심으로 자유당이 창당되자 흡수되었다.

#### 남조선로동당 (1946)
남조선로동당(약칭 남로당)은 1946년 11월 23일 서울에서 조선공산당, 남조선신민당, 조선인민당의 합당으로 결성된 공산주의정당이다.
- 제주 4·3 사건
- 여순 14연대 반란사건 등에 연루됨
- 위원장 : 박헌영(1946)

#### 민족자주연맹 (1946)
1946년 12월 좌우합작위원회 해산 후 김규식 등에 의해서 창당된 민족주의적 보수 정당. 좌우합작과 남북협상에 참여하였으며 제2대 총선거 이후에는 선거에 참가하였다. 1950년 6.25 이후 지도부의 납북과 정권의 탄압으로 몰락하였다.
- 위원장 : 김규식(1946)

#### 근로인민당 (1947)
1947년 5월 남조선로동당 탈당파와 여운형 등을 중심으로 결성
- 위원장 : 여운형(1947. 5) - 홍명희(1947)
- 부위원장 :

#### 사회민주당 (1947)
1947년 여운홍 등에 의해 결성
1952년 자유당에 흡수
- 당수 : 여운홍

#### 사회당 (1948)
1948년 12월 조소앙이 창당. 1950년 총선거에서 2석을 획득하였으나 6.25 전쟁 이후 소멸됨
- 당수 : 조소앙

### 제 1·2 공화국

#### 대한국민당 (1948)
1948년 11월 13일 신익희, 윤치영 등에 의해 친이승만계 정당으로 대한국민당을 창당되었다. 이어 임영신 등의 여자국민당, 지청천의 대동청년단을 흡수했다. 그러나 최고위원 중 한사람인 정부 수립 후 이승만과 멀어지기 시작한 한민당의 김성수의 제의를 받아들여 한민당과 통합, 1949년 민주국민당을 결성하면서 해체되었다.
그러나 원내 제1당이던 민주국민당이 국회에서 기존의 대통령 중심제를 의원내각제로 바꾸는 개헌을 추진하자, 이승만 대통령을 지지하는 세력이 개헌을 저지할 목적으로 1949년 11월 12일 신정회, 노농, 일민구락부 소속 의원들이 중심이 되어 다시 부활시켰다. 대한국민당은 자유당 창당 전까지 준 여당으로 활동하였으며, 자유당 창당 이후에도 친여 성향의 정당으로 존속하였다. 1958년 7월 해산하였다.
- 최고위원: 신익희→윤치영, 이인(1949. 11. 12)

#### 민주국민당 (1949)
민국당. 민주국민당(民主國民黨, Democratic National Party)은 1949년 2월 10일, 한국민주당(한민당)이 대한국민회, 신익희 세력, 대동청년단(지청천 세력) 등과 통합하여 창당한 정당이다.
- 위원장: 신익희
- 부위원장: 김도연, 이영준

#### 자유당 (1951)
1951년 12월, 이승만 대통령의 신당 조직 의사에 따른 원외의 사회단체가 모여 자유당을 창당하고, 이와 별도로 원내의 공화민정회가 또 다른 자유당을 창당하였다. 1960년 이승만의 사퇴시까지 제1공화국의 여당이었으며, 제2공화국, 제3공화국의 야당으로 존재하였다.
- 총재:이승만(1951~1960.4.25)[2] ⇒ ? ⇒ 장택상(1963. 9)[3]

#### 민주당 (1955)
- 1955년 자유당의 사사오입개헌 사건을 계기로 민주국민당의 보수파와 자유당 탈당파, 흥사단 등의 범 야권 세력이 모여 호헌동지회를 결성한 뒤, 호동을 중심으로 9월 18일 창당하였다.
- 구 한민당-민주국민당 출신 구파와 자유당 탈당파, 흥사단계 등 신파의 내부적 갈등이 지속되었다.
- 1956년 대선 후보 선출 전 곽상훈의 중개로, 대통령 후보에 신익희, 부통령 후보에 장면을 내세워 제3대 정부통령 선거에 출마하였으나, 신익희는 선거 직전 사망했고, 장면은 부통령에 당선되었다.
- 1960년 4.19 혁명으로 제1공화국이 무너진 이후, 윤보선 대통령과 장면 국무총리 등 제2공화국의 집권 여당이 되었다.

그러나 집권 이후 구파와 신파간의 분당, 당내 분열 등으로 혼란을 겪다가 5·16 군사 정변 이후 해산되었다.
- 대표최고위원: 신익희, 조병옥(1956), 장면(1960)
  - 최고위원:
    - 구파 - 신익희, 조병옥, 윤보선, 김도연, 김준연, 김성수
    - 신파 - 장면, 곽상훈, 박순천

#### 진보당 (1956)
1956년, 조봉암 등을 중심으로 결성된 진보정당으로 진보적 민주주의, 사회민주주의를 이념으로 하였다.
- 1956년 11월 창당.
- 1958년 2월 25일 - 관계법령에 의해 등록 취소.
- 총재: 죽산 조봉암

#### 통일당 (1957)
1957년 11월 18일, 민주당에서 제명당한 김준연의 주도로 창당하였고 1961년 5·16 군사쿠데타 이후 해체되었다.

#### 신민당 (1960)
민주당의 구파가 분당해 1960년 12월 14일 창당했다.
- 위원장: 김도연

#### 한국사회당 (1960)
- 1960년 전진한 등이 결성
- 원내진출 실패, 1961년 5·16 군사정변 이후 1962년 구정치인 정화법에 의해 해산
- 1963년 재창당되었으나 5대 총선거에서 원내진출에 실패
- 1967년 통일사회당에 흡수, 소멸.

## 산업화 노선과 민주화 노선의 시대

### 국가재건최고회의(오승민)

#### 재건당 (1963)
1963년 1월 10일 김종필과 군출신 인사들에 의해 조직되었으며 구 자유당계 및 대한국민당계를 흡수하여 민주공화당을 창당하고 1963년 2월 27일 흡수, 소멸되었다.
- 대표:김종필

#### 민정당 (1963)
- 1963년 6월 28일 등록하였다.
- 1963년 11월 26일 - 자유민주당을 흡수하였다.
- 1965년 5월 11일 - 민주당과 함께 민중당을 신설합당하여 소멸하였다.
- 대표: 김병로 ⇒ 윤보선(63. 9. 15)

#### 민주당 (1963)
1963년 7월 18일, 박순천 등을 중심으로 민주당이 재건되었다.
- 1963년 8월 17일 등록하였다.
- 1963년 총선에서 11석을 얻어 제2야당이 되었다.
- 1964년 6월 10일 - 국민의당(김병로)을 흡수.
- 1965년 5월 11일 - 원내 제1야당인 민정당과 함께 민중당으로 신설합당하여 소멸하였다.
- 대표: 박순천

#### 자유민주당 (1963)
1963년 9월 3일 김준연 주도로 창당하였고 1964년 11월 26일 민정당에 흡수되면서 소멸하였다.

#### 국민의 당 (1963)
1963년 9월 5일 민우당과 신정당 그리고 민주당과 민정당의 일부 의원과 무소속 참여하여 창당하였고 이범석 등 자유당 탈당파 일부도 참여하였다. 뒤에 이범석 등은 탈당하였고 1964년 9월 17일 민주당과 통합하면서 소멸하였다.

#### 민주공화당 (1963)
1963년 2월에 창당되었으며 제3공화국과 제4공화국의 여당이었다. 박정희는 창당 후에 47만 5천번째 당원으로 입당하여 제2대 총재가 되었다. 1979년 10월 26일 박정희 사후 야당화되었으며 1980년 10월 27일 해산되었다.
- 1963년 2월 26일 창당
- 1963년 5월 10일 등록 - 총재 : 정구영
- 1963년 8월 박정희를 총재 겸 대통령 후보로 추대. 이후 박정희가 당수직을 역임
- 1980년 10월 27일 - 제5공화국 헌법 부칙에 의해 해산.
- 1980년 12월 당 재산을 압류당함(한국국민당과 민주정의당에 각각 흡수)
- 총재: 정구영(1963. 2) ⇒박정희(63. 8) ⇒ 박정희(63. 12 재신임) ⇒ 박정희대통령직 겸임 (63.9.5) ⇒ 김종필(79.11.16) ⇒ 윤치영(1980)

### 제 3·4 공화국

#### 민중당 (1965)
1965년 제1야당인 민정당과 제2야당인 민주당이 통합하여 창당하였다.
- 1965년 5월 11일 등록하였다.
- 1967년 2월 11일, 신한당과 함께 신민당으로 신설합당하여 소멸하였다.
- 대표: 윤보선/박순천

#### 신한당(1966)
1966년 3월 30일, 한일기본조약에 대한 입장 차이로 윤보선 등의 강경파가 독립해서 창당했다.
- 1965년 5월 30일 등록.
- 1967년 2월 11일, 민중당과 함께 신민당으로 신설합당하여 소멸하였다.
- 대표: 윤보선

#### 신민당 (1967)
1967년 2월 7일, 민중당과 신한당을 중심으로 분열된 민주세력을 모아 창당했다.
- 1967년 2월 11일 등록.
- 1969년 9월 8일 자진해산.
- 1969년 9월 22일 등록.
- 1970년 1월 26일 - 자유당 잔존파를 흡수합당.
- 1970년 2월 3일 - 한국독립당 잔존파를 흡수합당.
- 1971년 - 김대중 후보가 제7대 대통령 선거에 출마.
- 1971년 대통령선거 이후 신민당은 유진산파와 김대중이 지지하는 김홍일파로 양분되어 있었다. 1972년 9월 20일 유진산이 이끄는 소위 진산계만으로 시민회관에서 전당대회가 강행되어 유진산을 당수로 선출하자, 반 진산연합계는 효창동의 김홍일 자택에서 단독 전당대회를 열고 김홍일을 당수로 선출함으로써 두 개로 쪼개졌다. 그런 분당 상태에서 유신이라는 날벼락을 맞은 신민당은 충격을 받고 재통합하면서 유진산을 당수로 추대하였으며, 유진산은 선거 실시 전에 잠시 사임하였다가 선거 후 다시 당수로 복귀하게 되었다.[4]
- 1980년 10월 27일 제5공화국 헌법 부칙에 의해 자동해산되었다.[5]
- 대표: 유진오 ⇒ 유진산(70.2.17) ⇒ 권한대행 김홍일(71.5.12) ⇒ 김홍일(71.10.16) ⇒ 유진산(72.9.28) ⇒ 권한대행 김의택(74.5.8) ⇒ 김영삼(74.8.27) ⇒ 이철승(76.9.21) ⇒ 김영삼(79.6.7)

#### 통일사회당 (1967)
- 1967년 4월 창당
- 제도권 내 유일하게 허용된 혁신정당이었음
- 1980년 12월 강제 해산됨

#### 국민당 (1971)
1971년 1월 6일 김대중 후보가 신민당의 대통령후보로 결정되자 이에 반발하여 민주당 구파 계열 윤보선, 박기출 등을 중심으로 창당하여 활동하였다.
- 1972년 유신헌법으로 해산되고 신민당에 흡수되었다.

#### 유신정우회 (1972)
- 1972년 민주공화당과는 별도로 운영된 친여성향 준정당 조직.
- 통일주체국민회의 소속 대한민국 국회 전국선거구 의원들이 구성한 원내교섭단체.
- 의장이 대표격이었고, 민주공화당과는 별도로 원내대표와 원내총무를 별도로 선출하였다.
- 1980년 10월 27일 - 제5공화국 헌법 부칙에 의해 해산.(한국국민당에 흡수)
- 의장: 태완선(1972.10) ⇒ 백두진 (1973) ⇒ 태완선(1979.2.19) ⇒ 최영희(1979.11)

#### 민주통일당 (1973)
1972년 10월 유신으로 국회가 해산된 후, 신민당의 반유진산계(反柳珍山系, 김홍일, 양일동, 윤제술 등)가 중심이 되어 1973년 1월 27일 창당하고 양일동을 대표최고위원으로 선출하였다. 기본노선은 보수정당에 바탕을 두고 혁신적·진보적인 정강정책을 추진하였다. 약칭은 통일당(統一黨).
- 1973년 1월 27일 창당, 양일동 대표최고위원
- 1973년 총선에서 국회의원 의석 3석 달성
- 1978년 총선에서 국회의원 의석 3석 달성
- 1980년 2월 당간부 30여 명 신민당에 입당
- 1980년 10월 27일 공포된 제5공화국 헌법 부칙에 따라 해산

### 제 5 공화국

#### 민주정의당 (1981)
- 1981년 1월 17일 등록.
- 1990년 2월 15일 - 삼당합당으로 민주자유당으로 신설합당되어 소멸.
- 총재: 전두환대통령직 겸임 ⇒ 권한대행(대표최고의원) 노태우(87.7.11) ⇒ 노태우(87.8.13)

#### 한국국민당 (1981)
- 1981년 1월 23일 구 민주공화당과 유신정우회 인사들에 의해 창당.
- 1987년 10월 신민주공화당이 창당되자 당내 의원 일부 탈당(신민주공화당과 민주정의당으로 이탈)
- 1988년 총선에서 당선자를 내지 못하고 신민주공화당에 흡수.
- 대표 : 김종철(1981.1) -> 이만섭(대행, 1984) -> 이만섭(1985) -> 흡수, 소멸

#### 통일사회당 (1981)
- 1981년 1월 구정치인 정치정화법 일부 해제로 구 통일사회당계 인사들에 의해 재창당
- 원내진출 실패, 해산

#### 민주한국당 (1981)
1981년 1월, 유치송을 총재로 하여 창당되었다. 약칭은 민한당이다.
- 1981년 3월, 제11대 국회의원 총선거 총 81석의 의석을 획득, 제1야당이 됨.
- 1985년 신한민주당이 창당되어 제12대 국회의원 총선거에서 제1야당이 된 후, 국회의원 3명의 군소 정당으로 전락.
- 1988년 제13대 국회의원 총선거에서 총재 유치송을 비롯한 후보 전원이 낙선하여, 정당법에 따라 정당등록 취소.

#### 신한민주당 (1985)
1985년 1월 18일, 정치활동 금지가 풀리면서 구.신민당 출신이 모여 창당했다. 약칭은 신민당이다.
- 1985년 1월 22일 등록.
- 1988년 4월 29일 - 등록 취소.
- 대표: 이민우 ⇒ 직무대행 이택희(87.12.3) ⇒ 신도환(88.1.20) ⇒ 직무대행 서준용(88.4.6)

#### 제3세대당 (1986)
- 1986년 창당
- 1987년 7월 22일 당에서 공식 성명서를 내고 '모든 민주인사와 정치인의 전면 석방 및 사면·복권을 즉각 단행하라'발표
- 1988년 13대 국회의원 총선거에 후보자를 냈으나 모두 낙선.
- 1988년 4월 29일 - 정당법에 의해 등록취소.

#### 통일민주당 (1987)
1987년 5월 1일, 김영삼과 김대중을 중심으로 창당했다.
- 1987년 5월 6일 등록.
- 1990년 2월 15일 - 민주정의당, 신민주공화당 등과 함께 민주자유당으로 신설합당하여 소멸하였다.
- 대표: 김영삼 ⇒ 직무대행 김명윤(88.3.14) ⇒ 김영삼(88.6.2)

#### 평화민주당 (1987)
1987년 11월 12일, 통일민주당을 탈당한 김대중을 중심으로 창당했다. 약칭은 평민당.
- 1987년 11월 13일 등록.
- 1991년 4월 15일 - 신민주연합당으로 당명 변경.
- 대표: 김대중 ⇒ 직무대행 박영숙(88.3.31) ⇒ 김대중(88.6.20)

#### 신민주공화당 (1987)
약칭 공화당
- 1987년 11월 11일 등록.
- 1990년 2월 15일 - 삼당합당으로 민주자유당으로 신설합당되어 소멸.
- 총재: 김종필

### 제 6 공화국

1988년 이후 대한민국의 정당사

#### 민중의당 (1988)
- 1987년 백기완선거대책본부에서 활동하던 민중운동 활동가들이 주축이 되어 설립된 진보정당
- 1988년 3월 11일 등록.
- 1988년 4월 29일 - 정당법에 의해 등록취소.
- 총재: 정태윤

#### 한겨레민주당 (1988)
- 1988년 4월 6일 등록.
- 1991년 3월 13일 - 정당법에 의해 등록취소.
- 총재: 예춘호

#### 민주자유당 (1990)
1990년 민주정의당과 통일민주당, 신민주공화당이 합당하여 창당했다.
- 1990년 2월 15일 등록.
- 1996년2월 17일 - 신한국당에 당명변경.
- 총재 : 노태우/김영삼/김종필(공동대표) ⇒ 노태우(90.5.25)대통령직 겸임 ⇒ 김영삼(92.8.28)

#### 민주당 (1990)
1990년 6월 15일 삼당합당을 반대하는 이기택, 노무현, 김정길 등의 통일민주당 잔류 세력과 박찬종, 이철 등의 무소속 의원 등을 중심으로 창당했다. 보통 꼬마 민주당으로 불린다.
- 1990년 6월 18일 등록.
- 1991년 9월 16일 - 신민주연합당과 함께 민주당으로 신설합당되어 소멸하였다.
- 대표: 이기택

#### 민중당 (1990)
- 1990년 11월 19일 등록.
- 1992년 3월 30일 - 정당법에 의해 등록취소.
- 총재: 이우재, 김상기, 김낙중 (공동총재)

#### 신민주연합당 (1991)
1991년 4월 15일, 평화민주당이 당명을 바꾸어 창당했다. 약칭은 신민당.
- 1991년 9월 16일 - 꼬마 민주당으로 불린 민주당과 함께 민주당으로 신설합당하여 소멸하였다.

#### 통일국민당 (1992)
- 1992년 2월 10일 등록.
- 1994년 7월 8일 - 신정치개혁당(박찬종)과 함께 신민당으로 신설합당하여 소멸.
- 대표 : 정주영 ⇒ 김동길(93.3.19)

#### 새한국당 (1992)
- 1992년 창당 - 민주자유당 대통령 후보 경선에서 김영삼에게 패한 이종찬과 그의 지지자들이 탈당하여 창당.
- 1995년 3월 해체.
- 대표:김동길

## 민주정부와 국민참여의 시대

### 문민정부 출범 이후

#### 진보정치연합 (1994)
진보정당 창당을 위해 당시 진보주의 계열 세력들이 연합한 당

#### 신민당 (1994)
- 1994년 7월 8일 - 통일국민당과 신정치개혁당을 합당하여 신민당 창당
- 1995년 5월 31일 - 자유민주연합으로 합당.

#### 자유민주연합 (1995)
약칭은 자민련.
- 1995년 4월 13일 등록.
- 1995년 5월 31일 - 신민당과 합당하여 자유민주연합으로 신설 창당.
- 2006년 한나라당과 합당, 일부는 2006년 국민중심당에 흡수.
- 총재: 김종필 ⇒ 박태준(97.11.26) ⇒ 김종필 (재선)⇒ 김학원

#### 새정치국민회의 (1995년)
14대 대선에서 낙선하고 정계를 은퇴하였던 김대중이 정계 복귀와 신당 창당을 공식 선언하자, 당시 민주당 소속 의원 95명 중 65명이 민주당을 탈당하고 신당에 참여하면서 국민회의는 창당과 함께 제1야당이 되었다. 1995년 9월 5일 창당하고 1995년 9월 11일에 공식 등록되었다. 약칭은 국민회의이다. 1996년의 15대 총선에서는 야당 분열의 결과로 정대철, 이종찬, 김덕규 등의 중진 국회의원들이 대거 낙선하는 등 참패하여 299석 중 79석을 차지하는 데 그쳤으나, 1997년 12월 18일의 15대 대선에서 자유민주연합과의 공조를 통하여 김대중을 대통령으로 당선시켜 집권여당이 되었다. 16대 총선을 3개월 앞두고 2000년 1월 20일, 새천년민주당으로 확대 개편하면서 해산되었다.
- 대표: 김대중

#### 통합민주당/민주당 (1995년)
1995년 12월 21일, 새정치국민회의에 합류하지 않은 민주당 세력이 개혁신당과 통합하여 통합민주당으로 당명을 변경했다. 15대 총선에서 제4당으로 전락하였다. 1996년 6월 13일에 민주당으로 당명을 변경하였고 결국, 1997년 11월 24일에 신한국당과 함께 한나라당으로 신설 합당하여 소멸되었다. 이 과정에서 반발한 노무현, 김원기, 김정길 등 당원 일부가 탈당하여 새정치국민회의에 입당하였다.
- 대표: 이기택, 박일, 장을병, 조순

#### 신한국당 (1995)
- 1996년 2월 17일 - 민주자유당에서 당명 변경
- 1997년 11월 24일 - 민주당(조순)과 함께 한나라당으로 신설합당하여 소멸
- 총재:김영삼⇒ 이회창(97.10.2)

#### 국민신당 (1997)
- 1997년 10월 10일 등록.
- 이인제 영입, 15대 대통령 선거 출마
- 일부 탈당, 이인제 등은 민주당에 입당, 일부는 자유민주연합에 흡수, 1998년 9월 28일 당대표 이만섭 등은 새정치국민회의로 합당 등 분산되어 최종 소멸.
- 총재: 이만섭(1997)

#### 한나라당 (1997)
1997년 신한국당과 민주당이 합당하여 창당했다.
- 1997년 11월 24일 등록
- 총재/대표 : 이회창, 조순 ⇒ 이회창(98.9.18) ⇒ 최병렬 ⇒ 박근혜 ⇒ 강재섭 ⇒ 박희태 ⇒ 정몽준 ⇒ 안상수 ⇒ 홍준표 ⇒ 박근혜

#### 건설국민승리21 (1997)
- 1997년 11월 24일 등록. (약칭: 국민승리21)
- 1999년 11월 15일 해산.
- 총재: 권영길

### 국민의 정부 출범 이후

#### 청년진보당 (1998)
- 1998년 11월 창당
- 1998년 12월 9일 등록.
- 2000년 총선 서울 전지역구 출마 평균 3% 득표
- 2001년 8월 - '사회당'으로 당명 개정
- 2002년 김영규 대표 대통령 선거 출마
- 2006년 10월 - '한국사회당'으로 당명 개정
- 2007년 금민 대표 대통령 선거 출마
- 2008년 11월 - 다시 '사회당'으로 당명 개정
- 대표: 최혁 - 원용수 - 김영규 - 신석준 - 금민 - 최광은(현 대표)

#### 민주노동당 (2000)
- 2000년 1월 30일 창당한 사회민주주의적 성격의 진보정당
- 2004년 대한민국 17대 총선에서 13%의 정당 득표율, 10석의 국회의원 확보로 첫 원내 진입
- 대표: 권영길 ⇒ 김혜경 ⇒ 문성현 ⇒ 심상정 비상대책위원장 ⇒ 천영세 ⇒ 강기갑 ⇒ 이정희
- 민주노총 등 각종 노동운동, 사회운동에서의 주요 단체들이 민주노동당을 지지하고 있음
- 대선이 끝난 후 심상정 전 의원을 중심으로 혁신운동을 전개하였으나, 분화로 귀결됨.
- 분당 후 치러진 2008년 18대 총선에서 지역구 2석, 전국구 3석 당선에 그쳐 당세가 현저히 줄어듬
- 최근 치러진 6월 지방선거에서 창당이래 최다인 기초자치단체장 3명을 배출(이중 2명이 수도권 당선자 이 역시 최초), 재기의 발판 마련함

#### 새천년민주당/민주당 (2000년)
2000년 1월 20일, 새정치국민회의를 확대개편해서 창당하였다. 각종 게이트 의혹과 아들들의 비리 연루로 김대중 대통령이 2002년 5월 탈당하기는 하였으나 사실상 집권 여당이었다. 국민 경선을 통해 노무현이 대선 후보가 되었고, 16대 대선에서 당선이 되어 정권 연장에 성공했다. 그러나, 이듬해 노무현을 비롯한 당내 개혁세력이 탈당하여 당세가 약해지고 야당이 되었다. 2004년 한나라당, 자유민주연합과 함께 대통령 탄핵을 주도하였다가 국민의 지지를 잃었다. 그로 인해, 17대 총선에서 9명의 의원만이 당선되어 원내교섭단체에서 제외되었다. 2005년 5월 6일에 민주당으로 당명을 변경하였다. 마침내, 2007년 6월 27일 중도개혁통합신당과 함께 중도통합민주당으로 신설합당하여 해산되었다.
- 대표 : 김대중, 서영훈, 김중권, 한광옥, 한화갑, 정대철, 박상천, 조순형, 장상

#### 민주국민당 (2000)
- 2000년 3월 8일 한나라당에서 탈당한 조순. 김윤환 등이 주도하여 창당하였다. 약칭 민국당.
- 2004년 대한민국 제17대 총선에서 단 한 석도 얻지 못하여 정당법에 따라 등록취소
- 대표: 조순 ⇒ 김윤환 ⇒ 김동주(03.4.18)

#### 개혁국민정당 (2002년)
2002년 대한민국 제16대 대통령 선거 직전 친노계열의 인사들 주축으로 창당되었고, 한나라당에서 김원웅 등이 뒤에 합류하였다. 2003년 11월, 전국상임위원회 당내회의를 개최하고 모바일 투표 결과를 검토하여 당을 해산시킨다는 방침을 발표하였고 같은 해 12월, 유시민 의원은 한나라당, 민주당내 개혁파 의원들과 열린우리당을 창당하고 입당하였다. 그러나, 선거관리위원회가 인터넷을 통한 해산 결의는 무효라고 결정하였고 잔류를 주장하는 당원들과 잡음이 있었으나, 2004년 9월 13일, 개정된 정당법상 요건을 충족시키지 못해 공식 해산하였다.
- 대표: 유시민, 김원웅, 오정례

#### 한국미래연합 (2002)
- 2002년 4월 22일 창당
- 2002년 11월 한나라당에 흡수
- 대표 : 박근혜

### 참여정부 출범 이후

#### 열린우리당 (2003년)
2003년 11월 11일에 개혁국민정당, 한나라당, 새천년민주당의 내 정당 개혁, 정치 개혁의 완수를 요구하던 개혁 세력들이 모여 창당한 정당이다. 약칭은 우리당이다. 같은 해 11월 17일에 정당 등록하였다. 열린우리당의 창당으로 일시적인 민주당계 정당의 분열이 시작되었다. 노무현 대통령 탄핵 소추 사건의 여파로 17대 총선에서 1988년 이후 처음으로 과반수 의석을 차지하여 원내 1당으로 발돋움하였다. 이후, 노무현 대통령은 열린우리당의 수석 당원 자격으로 입당하여 집권여당이 되었다. 그러나, 재보궐선거와 2006년 지방선거에서 연달아 참패하였다. 지지도는 계속해서 떨어졌고 잇따라 의원들이 탈당하여 과반이 무너졌다. 결국, 2007년 8월 18일에 신당인 대통합민주신당에 흡수되는 형식으로 합당하였다.
- 대표 : 김원기, 정동영, 신기남, 이부영, 임채정, 문희상, 정세균, 유재건, 김근태

#### 민주당 (2005)
- 2005년 5월 6일 - 새천년민주당에서 민주당으로 당명을 변경하였다.
- 2007년 6월 27일 민주당과 중도개혁통합신당이 합당하여 박상천, 김한길을 공동대표로 하는 중도통합민주당이 출범하였다.
- 2007년 8월 3일 김한길 공동대표를 포함한 19명이 탈당하였다.
- 2007년 8월 13일 당명과 로고를 민주당으로 원상복구하였다.
- 2008년 2월 17일 대통합민주신당과 함께 통합민주당으로 합당하여 소멸

#### 국민중심당 (2006)
참여정부는 수도권 집중화를 막고 국가균형발전을 꾀하는 정책 하에 행정수도 이전 계획을 내놓았다. 한나라당은 이 정책에 반대하였는데, 한나라당의 정책에 반대하는 충청권 인사들과 심대평 충남지사 및 신국환 의원, 구 신민주공화당, 자유민주연합, 국민신당 계열 인사들(김종필 등 한나라당 입당파를 제외한)이 제휴해 새로운 보수 정당을 창당하기에 이른다. 2006년 1월 17일에 창당하여 2008년 2월 12일에 자유선진당에 통합되어 소멸하였다.
- 대표: 심대평

#### 중도개혁통합신당 (2007년)
2007년 2월 6일 열린우리당을 탈당한 강봉균, 김낙순, 김한길, 노웅래, 노현송, 박상돈, 변재일, 서재관, 양형일, 염동연(2007년 1월 31일 열린우리당 탈당), 우제창, 우제항, 이강래, 이근식, 이종걸, 장경수, 전병헌, 제종길, 조배숙, 조일현, 주승용, 최규식, 최용규 등 국회의원 23명은 2월 12일 중도개혁통합신당추진모임을 만들었고 4월 13일 우윤근(2007년 2월 10일 열린우리당 탈당)이, 4월 30일 신국환(국민중심당 탈당)이 추가로 모임에 가입하였고 5월 9일 창당에 반대한 노웅래, 우윤근, 이강래, 이종걸, 전병헌, 제종길을 제외하고 유필우(2007년 5월 7일 열린우리당 탈당)가 추가로 합류하여 국회의원 20명으로 김한길 의원을 대표로 하여 중도개혁통합신당을 창당했다. 같은 해 6월 29일에 민주당과 함께 중도통합민주당으로 합당하였다.
- 대표 : 김한길

#### 대통합민주신당 (2007년)
2007년 8월 5일에 열린우리당의 탈당파와 중도통합민주당의 탈당파, 한나라당을 탈당한 손학규를 중심으로 하는 선진평화연대 세력 그리고 시민사회단체의 미래창조연대 등 크게 4가지 세력이 뭉쳐 창당한 정당이다. 같은 해 8월 18일, 열린우리당을 흡수하는 형식으로 열린우리당과 합당하여 원내 1당이 되었다. 정동영을 후보로 내세워 2007년 대선에 참여했다. 부단히 친(親)노무현 이미지를 벗기위한 명분없는 차별화를 시도했으나, 이에 대한 국민들에 대한 반감이 작용하여 대통령 선거에서는 한나라당의 이명박 후보에게 큰 표차로 패배하였다. 이로 인해 이른바 친노 세력은 정치적으로 큰 타격을 입게 되었다. 대통령 선거 이후에는 한나라당 출신의 손학규를 당 대표로 세우고, 이명박 신정부에 대한 견제 활동을 계속 하였다. 그 후 2008년 2월 17일 민주당과 함께 통합민주당으로 합당하여 소멸하였다.

#### 미래희망연대 (2007)
원래 2007년 대한민국 대통령 선거에서 정근모 후보를 내세웠던 참주인연합에서 출발했다. 대선 이후 '미래한국당'으로 당명을 바꿨으나 사실상 흐지부지된 상황에서, 한나라당의 18대 총선 후보 선출과정에서 친 이명박 계열이 많이 공천된 데 대한 반발로, 친 박근혜 계열 당원들이 한나라당을 집단 탈당하고 미래한국당에 입당하면서 박근혜를 전면에 내세우기 위해 당명을 '친박연대'로 바꿨다.
친박연대의 '박'은 박근혜의 성명에서 따온 '박'이지만, 박근혜 본인은 한나라당에 남아 간접적 지원만 하였다. 이들은 한나라당을 탈당한 것이 영원한 탈당이 아니라 총선이후 복당을 위한 준비였다고 주장하였으며 한나라당의 친 이명박 계열은 이들의 복당을 반대하였으나 결국 이들의 복당을 받아들였다.
박근혜 본인이 한나라당에 머무르면서 당명 변경에 대한 요구가 끊임없이 제기되었다. 이에 공모를 통해 2010년 2월 12일 당명을 미래희망연대로 변경했다. 당의 간판은 바뀌었지만 구성원은 동일하며 여전히 친박근혜 성향이다.
2010년 7월에 열린 한나라당 전당대회에서 한나라당과의 합당이 의결되어 합당, 소멸되었다.
- 대표: 서청원, 이규택

#### 창조한국당 (2007)
- 2007년 17대 대선을 앞두고 당시 문국현 후보가 창당한 민주개혁정당으로써 17대 대선에서 5.8%의 의미있는 득표률을 올렸다.
- 이후 18대 총선에서 서울 은평을의 문국현 후보 당선과 3.8%의 비례대표 득표률을 통해 의석수 3석을 확보함으로 원내진출에 성공하게 된다.
- 하지만 이회창 총재의 자유선진당과 '선진과 창조의 모임'이라는 공동 교섭단체를 구성함에 따라 신(新)야합이라는 비판에 직면하게 된다.
- 2009년 9월 1일, 심대평 의원의 자유선진당 탈당으로 인해 '선진과 창조의 모임은 해산되었으며 2009년 이후 문국현 대표가 맡고있던 교섭단체 원내대표직도 효력이 사라지게 되었다.
- 2009년 11월, 문국현 대표의 공판 결과에 따라 의원직을 상실함으로 창조한국당은 의석이 3석에서 2석으로 줄게 되었다.
- 2010년 5월, (임시)전국대의원 대회를 개최하여 당대표로 공성경을 선출하였다.

#### 자유선진당 (2008)
제17대 대통령 선거에서 이명박 한나라당 후보의 당선 가능성에 논란이 일자, 일부 보수 세력은 정계 은퇴한 이회창을 대안으로 제시하게 된다. 무소속 후보로 대선에 출마한 이회창은 당선되지 못했으나, 여당이 될 한나라당을 견제할 정치 세력의 필요성을 역설하며 창당을 준비한다. 대선 과정 중 후보 단일화를 이뤄낸 국민중심당의 협조로 2008년 2월 1일 창당한다. 동년 동월 12일 국민중심당을 통합하여 17대 원내 제4당의 지위를 얻게 되었다. 또, 18대 총선 결과 18석으로 원내 제3당의 지위를 얻게 되었다.
- 대표: 이회창

#### 통합민주당 (2008년)
2008년 2월 17일에 대통합민주신당과 민주당이 합당하여 창당하였다. 이 합당으로 열린우리당 출범부터 있었던 민주당계 정당의 분열이 종식되었다. 18대 총선에서 원내 2당이 되었다. 같은 해 7월 6일에 열린 제1차 정기 전국대의원대회를 통해 통합민주당에서 통합을 뺀 민주당으로 당명 변경하였다.
- 대표 : 손학규, 박상천

### 이명박 정부 출범 이후

#### 진보신당 (2008)
- 2008년 3월 16일 민주노동당에서 탈당한 민중 민주계 당원들을 중심으로 창당한 사회민주주의 정당이다. 기본적인 입장은 민주노동당 등 여타 진보정당과 비슷하나, 조선민주주의인민공화국에 대한 적극적인 비판 입장을 취하고 있다. 실제 2011년 당대회에서 조선민주주의인민공화국의 3대 세습에 대해 반대한다는 입장을 당 강령으로서 밝혔다. 2011년 말 진보대통합에 참여하여 통합진보정당 출범에 참여하려 했으나 당대회에서 합의안을 부결시켜 무산되었다. 이후, 상임고문으로 있던 노회찬, 심상정 등이 탈당했다. 2012년 총선 직전에는 사회당과 합당했다. 그러나, 2012년 총선에서 득표수 미달로 등록 취소되었다.
- 대표 : 노회찬, 심상정, 박김영희, 이덕우, 김석준, 조승수, 홍세화, 안효상, 김종철

#### 민주당 (2008)
- 2008년 7월 6일에 열린 제1차 정기 전국대의원대회를 통해 통합민주당에서 통합을 뺀 민주당으로 당명 변경하였다. 이후 각종 재보선에서 여당인 한나라당 등 보수정당을 압도하며 대표 야당으로 자리매김하였다. 2010년 지방선거에서 범야권 단일화를 필두로 여당을 제치고 승리하여 정국주도권 장악했으나 7.28 재보궐선거와 10.27 재보궐선거에서 잇따라 패배하며 당세확장이 주춤했다. 결국, 2011년 12월 16일 시민통합당, 한국노동조합총연맹과 함께 야권중통합의 일환으로 민주통합당으로 합당했다. 대표적인 인물로는 정동영, 김근태, 추미애, 천정배, 한명숙, 정세균, 박지원 등이 있다.
- 대표 : 정세균, 손학규

#### 국민참여당 (2010년)
열린우리당을 흡수합당한 대통합민주신당과 민주당과의 합당때 합류하지 않은 친노직계 세력이 주축이 되어 2010년 1월 17일 창당한 정당이다. 창당 추진 당시 '친노정당'이라고 불렸다. 사실상, 2002년에 창당되었던 개혁국민정당의 후속격이다. 참여정부와 국민의 정부의 가치와 노선 계승을 표방했다. 2011년 12월 6일 민주노동당, 새진보통합연대와 함께 야권소통합의 일환으로 통합진보당으로 합당했다. 당의 대표적인 인물로는 유시민, 이병완, 천호선, 권태홍, 박무 등이 있다.
- 대표: 이재정, 유시민

#### 국민중심연합 (2010)
- 2010년 심대평이 자유선진당을 탈당한후 창당하였다. 이후 2010년 6월에 열린 지방선거에서 공주시장 1명을 당선 시켰다. 2011년 10월 10일에 자유선진당과 합당해서 소멸되었다.
- 대표 : 심대평

#### 미래연합 (2010)
- 친박연대가 미래희망연대로 당명을 바꾸고 한나라당에 통합되고 지방선거에 불출마 하기로 하자, 2010년 4월 이규택과 비당권파들이 탈당하여 창당했다. 친박근혜 성향은 기존의 친박연대와 동일하다. 지방선거에서는 기초자치단체장 선거에서 상주시장에 1명 당선자를 냈다. 그러나, 이규택 대표가 탈당하여 새누리당에 입당했으며 결국, 2012년 총선에서 득표수 미달로 등록 취소되었다.
- 대표 : 이규택, 김명수

#### 통합진보당 (2011)
- 2011년 12월 6일 야권소통합의 일환인 민주노동당, 국민참여당, 새진보통합연대의 합당으로 출범한 정당이다. 기본적인 입장은 민주노동당과 비슷하다. 약칭은 진보당이다. 당명을 정할 때부터 계파간의 불협화음이 있었다. 그러다 2012년 총선 비례대표 경선 과정에서 부정선거 의혹이 제기되어 이른바 통합진보당 부정 경선 사건이 일어나게 되었다. 결국 이 사태를 계기로 민노계 일부, 참여계, 진보신당 탈당파의 상당수가 탈당해 진보정의당을 창당했다. 뒤이어 18대 대선에서는 이정희가 기호 3번으로 출마했으나 중도에 사퇴했다. 2014년 12월 19일 대한민국 헌법재판소의 판결로 강제 해산되었다. 대표적인 인물로는 이정희, 이석기, 김재연, 유선희, 민병렬, 김승교, 안동섭 등이 있다.

#### 민주통합당/민주당/새정치민주연합/더불어민주당 (2011)
- 2011년 12월 16일 야권중통합의 일환인 민주당, 시민통합당, 한국노동조합총연맹의 합당으로 출범한 정당이다. 약칭은 민주당이다. 이번 합당으로 사실상 민주당계 정당의 분열이 종식되었다. 상징색은 기존의 민주당계와는 달리 열린우리당에서 이어져온 노란색을 사용한다. 2012년 총선에서 사실상 패배하였다. 이후, 완전국민경선을 통해 18대 대통령 후보를 문재인으로 정하여 대선을 진행하였다. 이후 안철수 후보와의 단일화 과정에서 인적쇄신 요구가 일어나게 되자 대선을 한달여 앞두고 이해찬을 비롯한 2기 지도부 전원이 총사퇴를 했다. 대선 후보가 대표 권한 대행도 동시에 겸하는 체제가 되었다. 대선을 통해 정권교체를 노렸으나 낙선하여 야당으로 계속 남게 되었다. 이후 김한길과 안철수가 새정치민주연합으로 개편하여 당을 이끌다가 문재인이 전당대회에서 대표에 선출됨에 따라 당을 이끌었고, 2016년에 더불어민주당으로 당명을 변경하였다. 대표적인 인물로는 문재인, 김진표, 정세균, 박영선, 신경민, 박원순, 송영길, 최문순, 안희정, 김종인, 김광진, 정청래 등이 있다.

### 박근혜 정부 출범 이후

#### 새누리당 (2012)
- 2011년 10.26 재보궐선거에서 패배하자 한나라당이 박근혜 비상대책위원장을 중심으로 재편되었으며, 2012년 2월 13일 새누리당으로 당명을 개명하였다. 당색은 기존 한나라당과는 정반대인 빨간색이다. 2012년 총선에서 패배가 예상되었으나 사실상 승리하였다. 2012년 대선에서 박근혜가 당선되어 여당의 지위를 계속 유지하게 되었다. 기존의 한나라당에서 개칭한 형태여서 정당등록일은 1997년 11월 24일이다. 2012년 10월 선진통일당과 합당함으로써 2000년대 중반 이후 분열되었던 보수정당들이 새누리당으로 모두 합당되어 분열이 종식되었다. 현재 유일한 보수정당이자 여당이다. 이명박은 1987년 이후 대선을 앞두고 당적을 버리지 않은 유일한 대통령이 됐다. 대표적인 인물로는 박근혜, 이명박, 황우여, 최경환, 이재오, 정두언, 김무성, 정몽준, 이한구, 김문수, 홍준표, 강재섭, 이인제 등이 있다.

#### 선진통일당 (2012)
- 자유선진당이 이인제 비상대책위원장을 중심으로 재편되었으며, 2012년 5월 29일부터 선진통일당으로 당명을 개칭하여 사용했다. 약칭은 자유선진당과 같은 선진당이다. 2012년 10월 25일에 새누리당과 합당을 선언하고 11월 16일 정식으로 흡수 합당되었다.

#### 진보정의당/정의당 (2012)
- 통합진보당 부정 경선 사건 이후 통합진보당 혁신파가 주도하여 2012년 10월 창당한 진보정당이다. 민주노동당 출신 인천연합과 국민참여당, 진보신당 탈당파가 주축이다. 창당대회에서 심상정 의원이 진보정의당 대통령 후보로 확정되었으나, 2012년 11월 26일 심상정은 정권교체와 야권 단일화를 위해 대한민국 18대 대통령 선거 대통령 후보 등록을 포기하고 대통령 후보직을 사퇴하였다. 현재는 원내 4당의 지위를 유지하고 있다. 대표적인 인물로는 노회찬, 유시민, 강기갑, 심상정, 김제남, 서기호, 천호선 등이 있다.

#### 진보신당 연대회의/노동당 (2012)
- 2012년 총선에서 득표수 미달로 등록 취소되었던 진보신당의 후신이다. 정당법에 따라 2016년까지는 진보신당이라는 명칭도 사용할 수 없어 진보신당 연대회의라는 이름으로 창당준비위원회를 구성하여 재창당활동을 완료하여 2012년 10월 22일 재창당 절차를 완료하였다. 당색은 빨간색이다. 대한민국 18대 대통령 선거에서는 진보신당 비례대표 후보였던 김순자가 출마하려 하였으나, 당에서 독자 후보를 내지 않기로 하자 탈당하여 무소속으로 출마했다. 이후에 진보신당은 공식적으로 무소속 김소연 후보를 지지하였다. 이듬해 2월, 녹색사회주의를 내건 이용길이 경선을 통해 당 대표로 취임하였다. 진보정치 재건을 위해 2013년 6월에 당명을 바꾸고 재창당하였으며 민주노동당의 후신이다.

#### 국민의당 (2016)
- 2016년 총선을 앞두고 2015년 12월 새정치민주연합-더불어민주당 비주류계 인사들 중심으로 이루진 창당한 정당이다. 대표적인 인물로는 안철수, 김한길, 천정배, 정동영 등이 있다.

### 문재인 정부 출범 이후

#### 자유한국당 (2017)
- 2016년 총선에서 참패 그리고 그해 10월 박근혜-최순실 게이트까지 벼량 끝에 몰리자 2017년 2월 13일부터 자유한국당으로 개명했다. 대표적인 인물로는 홍준표, 정우택, 김태흠, 이철우, 윤상현, 류여해 등이 있다.

#### 바른정당 (2017)
- 2017년 대선을 앞두고 새누리당 탈당파 중심으로 창당한 정당이다. 대표적인 인물로는 유승민, 김무성, 이혜훈, 하태경, 주호영, 진수희, 오신환 등이 있다.

### 윤석열 정부 출범 이후

#### 개혁신당 (2024)
- 이준석,천하람,이기인이 중심이 되어서 2024년 22대 총선을 앞두고 창당한 정당이다. 1기 대표는 이준석, 2기 대표는 허은아이다. 허은아는 정당 역사상  최초로 실시된 당원소환제 91.9%찬성으로 해임되었고, 이에따라 천하람이 대표권한대행을 수행하였다. 그후 전당대회를 실시해 3기 대표로 이준석을 선출하였다.

## 참고 자료
- 중앙선거관리위원회 사이버역사관 - 정당사 연표